# Слован (Сабінов)
Міський футбольний клуб Слован Сабінов або просто «Слован» (чеськ. Mestský futbalový klub Slovan Sabinov) — словацький футбольний клуб із міста Сабинова.

## Хронологія назв
Наступна:
- 1921 — Сабинівський АК (Сабинівський атлетичний клуб)
- 1924 — СК Славія Сабинів (Спортивний клуб Славія Сабинів)
- 1940 — СОХГ Сабинів (Спортивний відділ Глінкової гвардії Сабиніва)
- 1943 — СК Славія Сабинів (Спортивний клуб Славія Сабинів)
- 1951 — ТЄ Сабина Сабинів (Спортивне товариство Сабина Сабинів)
- 1953 — ТЄ Сабина Сабинів (Спортивне товариство Сабина Сабинів)
- 1956 — ТЄ Сабина Сабинів (Спортивне товариство Сабина Сабинів)
- 1957 — ТЄ Сабина Сабинів (Спортивне товариство Сабина Сабинів)
- 1959 — ТЄ Дружштевник Сабинів (Спортивне товариство Дружштевник Сабинів)
- 1978 — ТЄ НД ЗТС Сабинів (Спортивне товариство Нових домів Заводу важкого машинобудування Сабинів)
- 1993 — ТЄ Стройсан Сабинів (Спортивне товариство Стройсан Сабинів)
- 1997 — МФК ЗТС Сабинів (Міський футбольний клуб Заводу важкого машинобудування Сабинів)
- 2002 — МФК Слован Сабинів (Міський футбольний клуб Слован Сабинів)

## Статистика виступів у чемпіонатах
Наступна:
| Сезони  | Ліга                       | Рівень | Іг. | В  | Н | П  | ЗМ | ПМ | +/- | О  | Місце |
| ------- | -------------------------- | ------ | --- | -- | - | -- | -- | -- | --- | -- | ----- |
| 2012/13 | 4 ліга Східнословацької ФА | 4      | 28  | 9  | 8 | 11 | 35 | 38 | -3  | 35 | 11    |
| 2013/14 | 4 ліга Східнословацької ФА | 4      | 30  | 13 | 9 | 8  | 50 | 35 | +15 | 48 | 7     |
| 2014/15 | 3 ліга Словаччини          | 3      | 30  | 10 | 7 | 13 | 42 | 38 | +4  | 37 | 13    |
| 2015/16 | 3 ліга Словаччини          | 3      |     |    |   |    |    |    |     |    |       |

## Відомі гравці
- Степан Рижук
- Богдан Денега
- Олексій Мілютін
- Сергій Міщенко